# Charles Van Nyen
Charles Van Nyen (Schilde, 14 maart 1933 - Beerse, 7 januari 2013) was een Belgisch politicus.

## Levensloop
Hij was de zoon van voormalig burgemeester van Beerse André Van Nyen en kleinzoon van gedeputeerde van de provincie Antwerpen Karel Van Nyen.
In de zomer van 1960 nam hij als reserve-officier van het vijfde regiment paracommando deel aan de ordehandhaving en evacuatie van vluchtelingen tijdens de Congolese onafhankelijkheidsstrijd. In 1971 werd hij aangesteld als burgemeester van de gemeente Beerse, dit mandaat oefende hij uit tot de gemeentefusie van 1977 met Vlimmeren.
De uitvaartplechtigheid vond plaats in de Sint-Lambertuskerk te Beerse.